# Proteinfibrer
Proteinfibrer är en grupp av animaliska fibrer som ull och andra djurhår, och insektsfibrer som silke. Dessa fibrer innehåller en hög svavelandel på cirka 5 viktprocent. Djurhår innehåller hög cystinhalt, vilket skiljer dem från silke. Total hydrolys av proteinfibrerna behåller alla de tjugo aminosyrorna. Därför består proteinfibrer av kondensation av alfaaminosyror. De innehåller polymeriserade amidenheter med olika substituenter av alfa-kolatomen.
Dessutom har proteinfibrer måttlig styrka, elasticitet och elasticitet. De har också utmärkta vattenabsorberande egenskaper. Det finns två typer av proteinfibrer: keratinfibrer som hår och päls och utsöndrade fibrer som silke. Normalt genomgår silkesmask silkesutsöndring.